# Quercus depressipes
Quercus depressipes és una espècie de roure que pertany a la família de les Fagàcies, i està dins de la secció dels roures blancs.

## Morfologia
Quercus depressipes és un arbust semiperennifoli que no excedeix d'1 o 2 m, amb branques rizomatoses, en matolls densos. L'escorça és grisa i escamosa, les branques, quan són joves tenen un color marró, i quan són més velles tenen un color gris vermellós, de vegades peludes, amb discretes lenticel·les. Els brots són marrons, globosos, sense pèls, d'1-2 mm de llarg. Les estípules aviat caduques. Les fulles fan 1-3 x 0,8-2,5 cm,, gruixudes, coriàcies, oblongues a el·líptiques o oboval. L'àpex arrodonit o subagut, base en forma de cor, verd, blau i sense pèl en ambdós costats, els marges sencers remotament dentades prop de l'àpex (1 - 4 parells de dents mucronat), una mica de revolució i ondulat, 5-6 parells de venes i el pecíol d'1-2 mm. Les flors surten a la primavera i els aments masculins fan 2 cm de llarg. Les glans són de color marró, el·líptiques, d'1 a 1,5 cm, per separat o en parelles, àpex arrodonit, sense pèl, peduncle d'1 a 3 cm de llarg glabres; tassa d'escates alguna cosa berrugosa, cobrint 1/4 a 1/2 de la gla; cotilèdons connats, madura en un any.

## Distribució i hàbitat
Aquest roure es troba a Mèxic, disseminats en les altes elevacions, més concretament als estats mexicans de Chihuahua, Durango, al sud de Zacatecas i al nord de Jalisco i als EUA, l'estat de Texas, concretament al Mont Livermore a Davis Mountains des dels 2100 als 3000 m, zona molt restringida.
És resistent a tota mena de sòls, però prefereix els sòls calcaris, secs.

## Taxonomia
Quercus depressipes va ser descrita per William Trelease i publicat a Memoirs of the National Academy of Sciences 20: 90, pl. 144, a l'any 1924.
Etimologia
Quercus: nom genèric del llatí que designava igualment al roure i a l'alzina.
depressipes: epítet llatí que significa "enfonsat, deprimit".
Sinonímia
- Quercus bocoynensis C.H.Mull.
- Quercus oblongifolia var. pallidinervis Trel.[6][7]